# Rob Wiethoff
Robert Allen Wiethoff, né le 15 septembre 1976, est un acteur américain.
Il est principalement connu pour avoir interprété le personnage de John Marston dans la série vidéoludique Red Dead, plus précisément dans Red Dead Redemption et son extension non-canonique Undead Nightmare, sortis en 2010, puis dans la préquelle Red Dead Redemption II, sortie en 2018. 
Né et élevé à Seymour, dans l'Indiana, Wiethoff a fréquenté le Seymour High School (en) et est diplômé de l'université d'Indiana en 1999. Peu de temps après, il déménage à Los Angeles pour poursuivre sa carrière d'acteur, mais a eu du mal à trouver des rôles autres que de petits rôles dans des films et des publicités télévisées. En 2008, Rockstar Games choisi Wiethoff pour incarner John Marston, le personnage principal de Red Dead Redemption, d'où il travaille sur le jeu pendant près de deux ans. Pour son rôle, il remporte la performance exceptionnelle de son personnage lors de la 14e édition des DICE Awards.
Après la sortie de Red Dead Redemption, Wiethoff retourne à Seymour pour se concentrer sur sa famille, épousant sa compagne Tayler, avec qui il a deux enfants. Il retourne brièvement à New York pour Undead Nightmare, le contenu téléchargeable additionnel pour Red Dead Redemption, mais reste ensuite à Seymour pour travailler dans la construction, lui permettant de passer du temps avec sa famille. En 2014, Wiethoff retourne pour incarner à nouveau John Marston dans Red Dead Redemption II, préquelle du jeu original. Bien qu'on lui ait dit qu'il serait nécessaire pendant environ un an, il a finalement travaillé sur le jeu pendant près de quatre ans, son rôle étant élargi pour devenir un personnage jouable comme dans le premier jeu.

## Filmographie

### Jeux vidéos
Red Dead Redemption - 2010
Red Dead Redemption: Undead Nightmare - 2010
Red Dead Redemption II - 2018